# نظرية التوقع

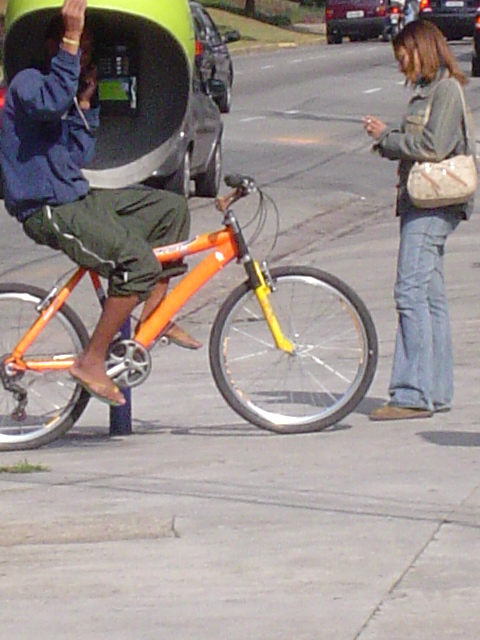
مثال على المسافة الشخصية

تقترح نظرية التوقع أن الفرد يقرر أن يتصرّف بطريقة معينة لأن هناك دافع يحفّزه على اختيار سلوك معين دون السلوكيات الأخرى، بسبب النتيجة التي يتوقع الحصول عليها من ذلك السلوك.
أما جوهر النظرية فهو أن الدافع لاختيار سلوك معين يحدد من خلال الرغبة في النتيجة. لكن ثمة أمر جوهري في هذه النظرية وهو عملية الاستعراف كيفية تعامل الفرد مع العناصر المحفّزة، ويتم ذلك قبل اتخاذ الخيار النهائي. النتيجة ليست العامل الحاسم الوحيد في اتخاذ قرار كيفية التصرف.
تتمحور نظرية التوقع حول العمليات الذهنية فيما يتعلق بالاختيار أو الخيارات. فهي تشرح العمليات التي يخضع لها الفرد لتقرير الخيارات. في دراسة الدراسات التنظيمية، نظرية التوقع هي نظرية الدافع التي اقترحها فكتور فروم من كلية الإدارة في جامعة ييل.

«تؤكد هذه النظرية على أهمية أن تربط المنظمات المكافآت بالأداء بشكل مباشر، وذلك لضمان أن المكافآت الممنوحة هي ما يستحقه وما يرغب المستحقون في الحصول عليه»

يعرّف فكتور ڤروم (1964) الدافع على أنه عملية تحكم الخيارات من بين بدائل الأنشطة التطوعية، وهي عملية يحكمها الأفراد. يحدد الفرد اختياراته بناءً على تقدير مدى مطابقة النتائج المتوقعة من سلوك معين للنتائج المرجوّة. الدافع أو الحافز هو نتاج توقع الفرد أن بذل جهدٍ معين سيقود إلى الأداء المطلوب؛ ويعرف استخدام الأداء لتحقيق نتيجة معينة والرغبة في الحصول على هذه النتيجة بـ «التكافؤ».

## المؤلف
عام 1964، طور ڤروم «نظرية التوقع» من خلال دراسته لدوافع صنع القرارات. ترتبط نظريته بدراسة علم الإدارة. يعمل ڤروم حالياً بروفيسوراً لمساق المنظمة والإدارة في كلية الإدارة في جامعة ييل.

## العناصر الأساسية
تفسّر نظرية التوقع للتحفيز العملية السلوكية التي تدفع الأفراد لاختيار نمط سلوكي دون أنماط أخرى. كما تفسّر كيف يتخذون القرارات التي تساعدهم على تحقيق النتائج المرجوة.
يقدّم فرون ثلاث متغيّرات في نظرية التوقع، هي التكافؤ (V)، المتوقع (E) الوسيلة (I). وهذه العناصر مهمة في تحديد اختيار عنصر دون الأخر، لأنها معرّفة جيداً. توقّع الجهد ← الأداء (E>P)، توقع الأداء ← النتيجة (P>O).
1. التوقع: الجهد ← الأداء (E>P)

2. الوسيلة: الأداء ← النتيجة (P>O)

3. التكافؤ - V

## التوقع: الجهد ← الأداء
التوقع هو الاعتقاد بأن الجهد الذي يبذله الفرد سوف يؤدي إلى تحقيق أهداف الأداء المطلوب. ويعتمد ذلك عادةً على خبرة الفرد السابقة، والثقة بالنفس (الكفاءة الذاتية)، ودرجة صعوبة معيار الأداء أو الهدف. أما العوامل المرتبطة بإدراك توقع الفرد فهي الكفاءة الذاتية، وصعوبة الهدف، والتحكم به. الكفاءة الذاتية هو اعتقاد الفرد بعقدرته على أداء سلوك معين بنجاح. أما صعوبة الهدف فتحدث عندما يتم وضع أهداف عالية جداً للتوقعات أو للأداء، وهذا ما يؤدي إلى انخفاض الإدراك الحسي للتوقع. التحكم يعني السيطرة الظاهرة على الأداء. حتى يكون التوقع عالياً، يجب أن يعتقد الفرد بأن لديه درجة معينة من السيطرة على النتيجة المتوقعة.

### الوسيلة: الأداء ← النتيجة
الوسيلة هي الاعتقاد بأن الفرد سوف يحصل على مكافأة إذا تم استيفاء توقعات الأداء. هذه المكافأة قد تأتي في شكل زيادة في الأجور، أو ترقية، أو الاعتراف أو الشعور بالإنجاز. تكون الوسيلة منخفضة عندما تكون المكافأة هي نفسها مهما كان الأداء المبذول.
أما العوامل المرتبطة بالوسيلة التي يتبعها الفرد للحصول على النتيجة فهي الثقة والتحكم والسياسات. إذا وثق الأفراد بمدرائهم، فإنهم سيصدقون الوعود التي يقطعها هؤلاء المدراء. لكن عند انعدام الثقة في الإدارة سيحاول الأفراد غالباً السيطرة على نظام المكافآت. عندما يعتقد الأفراد بأن لهم درجة من السيطرة على موعد وكيفية توزيع المكافآت فإن الوسيلة تزيد. بالنسبة للسياسات المكتوبة، فهي تؤثر على توقعات الأفراد، وتزيد الوسيلة كلما كانت السياسات تربط المكافآت بالأداء.

### التكافؤ- V(R)
التكافؤ، إن القيمة التي يضعها الفرد في المكافآت تعتمد على احتياجاتهم وأهدافهم وقيمة ومصدر التحفيز. أما العوامل المرتبطة بالتكافؤ للحصول على النتيجة فهي القيم والاحتياجات والأهداف والأداء ومصدر قوة الحافز لأداء الأفراد للحصول على النتائج.
التكافؤ يشير إلى القيمة التي يضعها الأفراد للمكافآت بأنفسهم: 1- ← 0 ← +1
1- يعني تجنب النتيجة
0 يعني قيمة مختلفة عن النتيجة
+1 يعني تقبل النتيجة
حتى يكون التكافؤ موجباً، يجب أن يفضّل الأفراد تحقيق النتيجة بدلاً من تجنبها.
يمكن أن تساعد نظرية التوقع للتحفيز المدراء على فهم كيف يتخذ الأفراد القرارات التي تتعلق بالبدائل السلوكية المختلفة. يوضح النموذج التالي اتجاه الدافع عندما يتم تنشيط السلوك:
القوى المحفزة (الدافعة) = التوقع x الواسطة x التكافؤ
عند دراسة الخيارات السلوكية، يختار الأفراد الخيار الذي يتضمن أكبر قدر من القوة التحفيزية (MF).
إن التوقع والواسطة ما هما إلا سلوك (إدراك) يمثّل إدراك الفرد لاحتمال أن ينتج عن الجهد أداء من شأنه أن يؤدي إلى تحقيق النتائج المرجوة. هذه التصورات تمثل واقع الفرد الذاتية، وربما أو قد لا تتحمل تشابه وثيق لالاحتمالات الفعلية. وخفف هذه التصورات من قبل خبرات الفرد (نظرية التعلم)، والملاحظات من الآخرين (نظرية التعلم الاجتماعي)، وتقرير المصير، التصورات. متجذر التكافؤ في نظام قيمة الفرد. يمثل هذا الإدراك واقعية الفرد الذاتية، وقد تكون قريبة الشبه مع الاحتماليات الفعلية أو قد لا تكون. ومما يؤثر على هذا الإدراك خبرة الفرد (نظرية التعلم) وآراء الآخرين (نظرية التعلم الاجتماعي) وإدراك الذات. إن التكافؤ متجذر في منظومة التقدير الذاتي.
من الأمثلة على كيفية تطبيق هذه النظرية «تقييم أداء الموظفين».

## الانتقادات
* من أهم الانتقادات التي وجهت إلى هذه النظرية هي أنها لا تشير إلى ديناميكية عملية الحفز إذا تغيرت التوقعات بناء على  معلومات عن الإنتاج أثناء عملية الإنجاز

## نظريات ذات علاقة
- نظرية الدوافع (المحفزات): نظرية تحاول تفسير كيف ولماذا يكون الأفراد قادرين على تحقيق أهدافهم.[6]
- نظرية انتهاكات التوقع: نظرية تتنبأ بنتائج الاتصال غير اللفظي.[7]
- نظرية التوقع للتحفيز (بورتر ولولير، 1968. ڤروم، 1968): إحدى نظريات العمليات. هذه النظرية هي نموذج على الخيار السلوكي، أي أنها تفسير لكيفية اختيار الأفراد خيار سلوكي من بين عدة خيارات. فهي بذلك تفسر عملية التوجه السلوكي. وهي لا تحاول تفسير ما يحفّز الأفراد بل كيفية اتخاذ القرارات لتحقيق الغاية.
- نظرية تحقيق الذات: (أبراهام ماسلو، 1954).[6]
- تسلسل ماسلو الهرمي للاحتياجات: (أبراهام ماسلو، 1954) [6]
- نظرية العاملين (هيرزبيرغ، 1974، 2003) [6]
- نظرية X ونظرية Y (دوغلاس ماكغريغور، 1985) [6]

## مطالعة إضافية
- باندورا (1977). الكفاءة الذاتية - نحو توحيد نظرية التغير السلوكي. «عرض من الناحية السيكيولوجية»، 84(2)، 191-215.
- باندورا (1982). آلية الكفاءة الذاتية في وكالة الإنسان. «عالمة نفس أمريكية»، 37، 122-147.
- Bandura, A. (1986). Social foundation of thought and action: A social cognitive theory. New Jersey:Prentice- Hall

باندورا (1986). القاعدة الاجتماعية للأفكار والأفعال:
- Droar, D. (2006). نظرية التوقع للتحفيز. مسترجعهة بتاريخ 2 أوكتوبر 2010 من الموقع http://www.arrod.co.uk/archive/concept_vroom.php
- Holdford DA, Lovelace-Elmore B. تطبيق نظرية التحفيز الإنساني على التعليم الصيدلاني. J Pharm Teach. 2001;8:18.
- Porter, L. W., & Lawler, E. E. 1968. Managerial Attitudes and Performance. Homewood, IL: Richard D. Irwin, Inc.
- Staples, D. S., Hulland, J. S., & Higgins, C. A. (1998). A self-efficacy theory explanation for the management of remote workers in virtual organizations. Journal of Computer Mediated Communication, 3(4). Retrieved January 19, 2008, from http://www.ascusc.org/jcmc/vo13/issue4/wiesenfeld.html
- Stone, R. W. & Henry, J. W. (1998). Computer self-efficacy and outcome expectations and their impacts on behavioral intentions to use computers in non-volitional settings. Journal of Business and Management, (1), 45-58.
- Stone, R. W. & Henry, J. W. (2003). The roles of computer self-efficacy and outcome expectancy in influencing the computer end-user’s organizational commitment. Journal of End User Computing, 15(1), 38-53.
- University of Rhode Island: Charles T. Schmidt, Jr. Labor Research Center